# South Range (Míchigan)
South Range es una villa ubicada en el condado de Houghton en el estado estadounidense de Míchigan. En el Censo de 2010 tenía una población de 758 habitantes y una densidad poblacional de 806,24 personas por km².

## Geografía
South Range se encuentra ubicada en las coordenadas 47°4′13″N 88°38′38″O / 47.07028, -88.64389. Según la Oficina del Censo de los Estados Unidos, South Range tiene una superficie total de 0.94 km², de la cual 0.94 km² corresponden a tierra firme y (0%) 0 km² es agua.

## Demografía
Según el censo de 2010, había 758 personas residiendo en South Range. La densidad de población era de 806,24 hab./km². De los 758 habitantes, South Range estaba compuesto por el 95.91% blancos, el 0% eran afroamericanos, el 0.4% eran amerindios, el 1.19% eran asiáticos, el 0% eran isleños del Pacífico, el 0.13% eran de otras razas y el 2.37% pertenecían a dos o más razas. Del total de la población el 1.06% eran hispanos o latinos de cualquier raza.